# Macroplia ruandana
Macroplia ruandana är en skalbaggsart som beskrevs av Brenske 1898. Macroplia ruandana ingår i släktet Macroplia och familjen Melolonthidae. Inga underarter finns listade i Catalogue of Life.